# Drymoda digitata
Drymoda digitata là một loài thực vật có hoa trong họ Lan. Loài này được (J.J.Sm.) Garay, Hamer & Siegerist mô tả khoa học đầu tiên năm 1994.